# Bilan (magazine)
Pour les articles homonymes, voir Bilan.
Ne doit pas être confondu avec Bilanz.
Bilan est un magazine économique grand public de Suisse romande.

## Histoire

### Origines
Lors de son lancement en 1989, Bilan est une franchise du magazine suisse alémanique Bilanz, édité par le groupe Jean Frey SA. Un accord financier et rédactionnel lie les deux titres. Bilan doit verser un pourcentage de son chiffre d’affaires publicitaire à Bilanz et peut, en contrepartie, reprendre tout ou partie du contenu éditorial du titre alémanique.
Dans les premières années, les reprises de Bilanz sont nombreuses. La rédaction de Bilan s'étoffe néanmoins peu à peu et ces reprises deviennent moins nombreuses. L'accord financier qui lie les deux titres est dénoncé en 2002, à la suite du changement de propriétaire de Bilanz. Un accord éditorial demeure, qui permet à chacun des titres de puiser dans la production de son confrère pour compléter son sommaire. Cet accord s'étend aussi à la réalisation de dossiers communs, le plus connu étant la liste annuelle des Suisses les plus riches.

### Évolution de la publication
Le premier numéro de Bilan sort en juin 1989. En 1993, son tirage, le plus élevé de son histoire, atteint 21 564 exemplaires. Durant la seconde moitié de la décennie, le magazine connaît un fléchissement de son tirage et du nombre de ses lecteurs. En octobre 1999, le rédacteur en chef Max Mabillard est remplacé par Alain Jeannet. Les mois qui suivent l'arrivée d'Alain Jeannet à la tête du magazine sont mouvementés et plusieurs membres de la rédaction, opposés à la nouvelle ligne éditoriale, donnent leur démission. Chargé de redynamiser le titre, Alain Jeannet élabore, avec sa nouvelle équipe, une formule qui sort de presse en juin 2000. Le tirage augmente à nouveau. Au cours des mois suivants, le mensuel diversifie également son offre en proposant plusieurs suppléments. À la suite du succès de la nouvelle formule, Alain Jeannet est appelé à la rédaction en chef de L'Hebdo. Début 2003, il est remplacé à la tête de Bilan par Olivier Toublan, rédacteur en chef adjoint depuis septembre 2000.
Quinze ans après son lancement, Bilan n'est plus seul sur le marché des publications économiques romandes. Bien que le magazine soit clairement leader sur son marché, les perspectives à moyen terme ne sont guère enthousiasmantes : comme pour toute la presse, face à la concurrence des nouveaux médias, ventes et lectorat s'érodent progressivement. Pour faire face à cette situation, Bilan décide début 2005 de doubler son rythme de parution en devenant bimensuel. Le changement se concrétise par un Bilan plus dynamique, plus polémique, avec quelques couvertures qui suscitent parfois de vifs débats (« L'école fabrique des nuls », « Jésus, le premier libéral »). Le changement de rythme de parution est accueilli avec un certain scepticisme par la profession, mais il emporte l'adhésion des lecteurs et des annonceurs. L'érosion de ventes est stoppée, le chiffre d'affaires du magazine progresse fortement en 2005 et continue de croître en 2006, dans un marché pourtant globalement morose pour la presse.

## Actionnariat
La naissance de Bilan entraîne la disparition d’Agefi Magazine. Au printemps 1987, l’Agence économique et financière SA (Agefi), que vient de racheter le groupe français L’Expansion, crée à Lausanne un mensuel économique, pionnier en la matière, tiré à environ 10 000 exemplaires.
Deux ans plus tard, le groupe Edipresse annonce son intention de lancer Bilan. Si, dans un premier temps, le directeur d’Agefi Suisse Alain Fabarez pense s’associer au groupe Ringier pour organiser la riposte, c’est finalement avec Edipresse qu’il choisit de s’allier. Edipresse et L’Expansion créent la société Agedip SA et deviennent les coéditeurs à parts égales de Bilan, celui-ci incorporant de facto l’Agefi Magazine. Seule une mention discrète dans le sous-titre du nouveau mensuel rappellera, quatre ans durant, ce mariage de raison.
En 1993, Edipresse devient l’unique propriétaire du magazine. C’est à la faveur de la vente de toutes les participations du groupe français L’Expansion en Suisse qu’Alain Fabarez acquiert L’Agefi ainsi que 50 % de la société éditrice de Bilan. Début mai 1993, ce dernier se défait de sa part dans le mensuel économique.
Le 7 novembre 2011, Tamedia annonce le rachat du magazine Bilan.

## Collaborateurs
Bilan a connu plusieurs rédacteurs en chef depuis son lancement :
- 1989-1999 : Max Mabillard. De 1989 à 1994, Christian Campiche est rédacteur en chef adjoint.
- 1999-2002 : Alain Jeannet
- 2003-2006 : Olivier Toublan
- 2006-2014 : Stéphane Benoit-Godet
- 2014-2019 : Myret Zaki
- 2019-2021 : Serge Guertchakoff[2]
- Depuis 2021 : Julien de Weck[3]